# استافیلوکوک سیمیه
استافیلوکوک سیمیه، کوکسی گرم مثبت و کواگولاز منفی در جنس (سرده) استافیلوکوک است. این باکتری، اولین بار از مجرای روده‌ای میمون‌های سنجابی (به لاتین: Saimiri sciureus) در امریکای جنوبی جدا شده‌است. استافیلوکوک سیمیه از نظر ژنتیکی، بسیار شبیه استافیلوکوک اورئوس است اما از نظر بیوشیمیایی به استافیلوکوک پیسی فرمنتانس (به لاتین: Staphylococcus piscifermentans) شبیه‌تر است.